# Bildverstärker
Bildverstärker, auch Restlichtverstärker genannt, sind Elektronenröhren, die in ihrer einfachsten Form aus einer Photokathode (als Kathode) und einem fluoreszierenden Leuchtschirm (als Anode) bestehen.

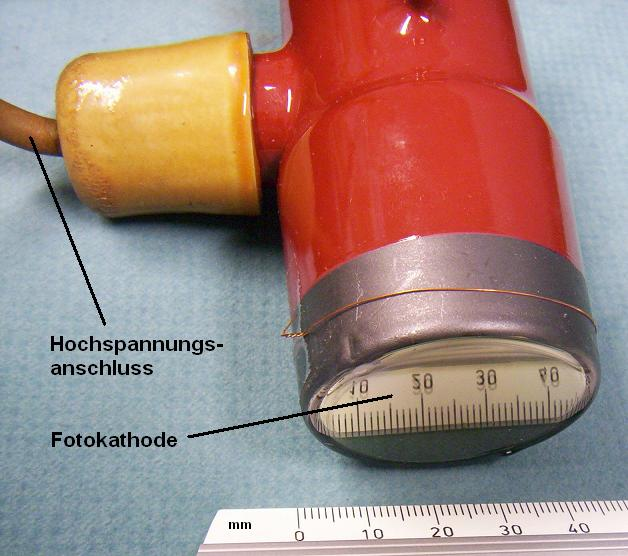
IR-Bildwandlerröhre (Inverter, Typ W-3M, Bj. 1976), Kathodenseite

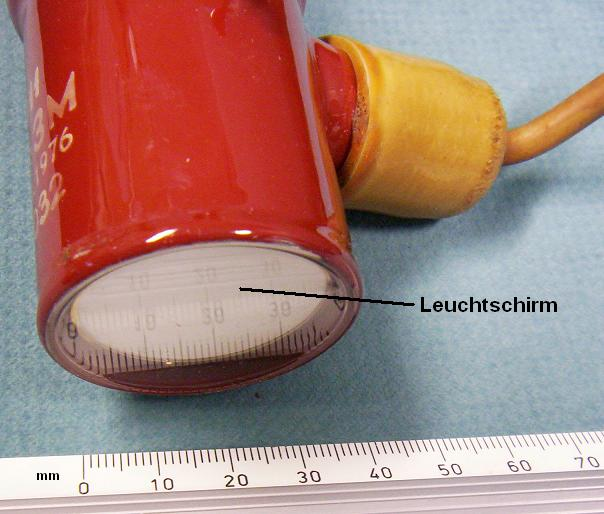
Leuchtschirmseite

Photokathode und Leuchtschirm sind als dünne Schicht auf jeweils einem scheibenförmigen transparenten Glas-Substrat aufgebracht. Der Raum zwischen diesen beiden planen Flächen ist evakuiert und enthält je nach Bauform bzw. Generation (s. u.) weitere Elektroden und gegebenenfalls eine Mikrokanalplatte.
Zwischen Kathode und Schirm wird durch eine Hochspannung ein elektrisches Feld erzeugt und beschleunigt die emittierten Elektronen. Der Bildverstärker verstärkt geringe Lichtmengen, so dass sie mit dem Auge oder elektronischen Bildaufnehmern (z. B. CCD-Sensoren) registriert werden können. Wenn die Photokathode in einem Spektralbereich außerhalb des Empfindlichkeitsbereiches des menschlichen Auges empfindlich ist, kann der Bildverstärker infrarote oder auch ultraviolette Strahlung sichtbar machen. In diesem Fall bezeichnet man den Bildverstärker als Bildwandler.
Bildwandler und Restlichtverstärker sind Bestandteil von Nachtsichtgeräten.

## Aufbau

Prinzip eines Bildverstärkers mit Mikrokanalplatte

Mit einem Objektiv wird ähnlich wie bei einer Kamera ein Bild auf die Photokathode projiziert. Aus jedem so beleuchteten Punkt der Photokathode treten aufgrund des äußeren Photoeffektes Photoelektronen aus und werden durch eine hohe elektrische Spannung (typisch 10 bis 17 kVolt) über den Abstand hinweg zum Leuchtschirm hin beschleunigt. Dort erzeugen sie im Auftreffpunkt durch Kathodolumineszenz einen Lichtfleck, dessen Helligkeit proportional zur Eingangsbeleuchtung ist. So kann auf der Ausgangsseite ein monochromes, verstärktes Bild der aufgenommenen Szene betrachtet werden.

## Nahfokus-Bildverstärker
In dieser simplen Bauform sind keine zusätzlichen Elektroden vorhanden. Der Aufbau ähnelt einem Plattenkondensator: Photokathode und Leuchtschirm befinden sich jeweils auf der Innenseite je einer Glasplatte: die Scheibe mit der Photokathode befindet sich eingangsseitig, die mit dem Leuchtschirm ausgangsseitig. Der Zwischenraum zwischen beiden parallelen Platten (Abstand typisch 1 mm) ist evakuiert.

## Inverter
Ein Inverter enthält zusätzlich eine oder mehrere Fokussierelektroden, um den Abstand zwischen Photokathode und Leuchtschirm erhöhen zu können. Neben einer einfacheren Handhabung der Hochspannung kann dies dazu genutzt werden, das Eingangsbild zu verkleinern, um es der Größe der nachfolgenden optischen Komponenten anzupassen. Der Name „Inverter“ leitet sich daraus ab, dass das Ausgangsbild auf dem Kopf steht – es ist eine elektronenoptische Abbildung der Photokathode, ähnlich der optischen Abbildung in einer Kamera.

## Mikrokanalplatte (MCP)
Zwischen Photokathode und Leuchtschirm befindet sich ab der zweiten Generation eine Mikrokanalplatte, die man sich als zweidimensionales Array vieler Sekundärelektronenvervielfacher vorstellen kann. Bildverstärker mit Mikrokanalplatten haben eine sehr viel höhere Verstärkung (bis 60.000-fach) als Inverter und kehren das Bild nicht um.

## Entwicklungsstufen von Bildverstärkern
Die Typen der Restlichtverstärker bzw. Bildwandler können in folgende Generationen unterteilt werden:

### Generation „Null“
Einfacher Lichtumwandler (Nahfokus-Bildverstärker), der Infrarotstrahlung in sichtbare umwandelt. Entwicklung um 1940.

### Erste Generation
Inverter; Lichtverstärkung je nach Bauart und Beschleunigungsspannung 1.000- bis 8.000-fach; Lebensdauer etwa 2.000 Stunden; Einführung um 1950.

### Zweite Generation sowie „zwei plus“ und „zwei super plus“
Zwischen Photokathode und Leuchtschirm befindet sich eine Mikrokanalplatte, die wie ein zweidimensionaler Sekundärelektronenvervielfacher arbeitet. Lichtverstärkung 15.000- bis 60.000-fach. Lebensdauer 2.000 bis 15.000 Stunden. Einführung um 1960.

### Dritte Generation
Weiterentwicklung der zweiten Generation: Photokathode auf GaAs-Basis, Ionenbarriere auf der Mikrokanalplatte zur Steigerung der Lebensdauer. Lichtverstärkung >40.000-fach. Lebensdauer >10.000 Stunden. Entwicklung ab Anfang der 1970er Jahre in den USA. Erster Einsatz 1978. Eingeführt in der US-Armee 1982.